# Kocadere, Çınarcık
Kocadere là một thị trấn thuộc huyện Çınarcık, tỉnh Yalova, Thổ Nhĩ Kỳ. Dân số thời điểm năm 2010 là 1.418 người.